# Kerncentrale Stade
Kerncentrale Stade (AKW Stade) ligt bij hanzestad Stade in deelstaat Nedersaksen aan de river de Elbe.
De centrale heeft één drukwaterreactor (PWR).
| Reactorblok | Reactortype | Vermogen | Begin bouw | Inbedrijfname | Stillegging |
| ----------- | ----------- | -------- | ---------- | ------------- | ----------- |
| Stade (KKS) | PWR         | 640 MW   | 1967       | 1972          | 2003        |

## Externe link

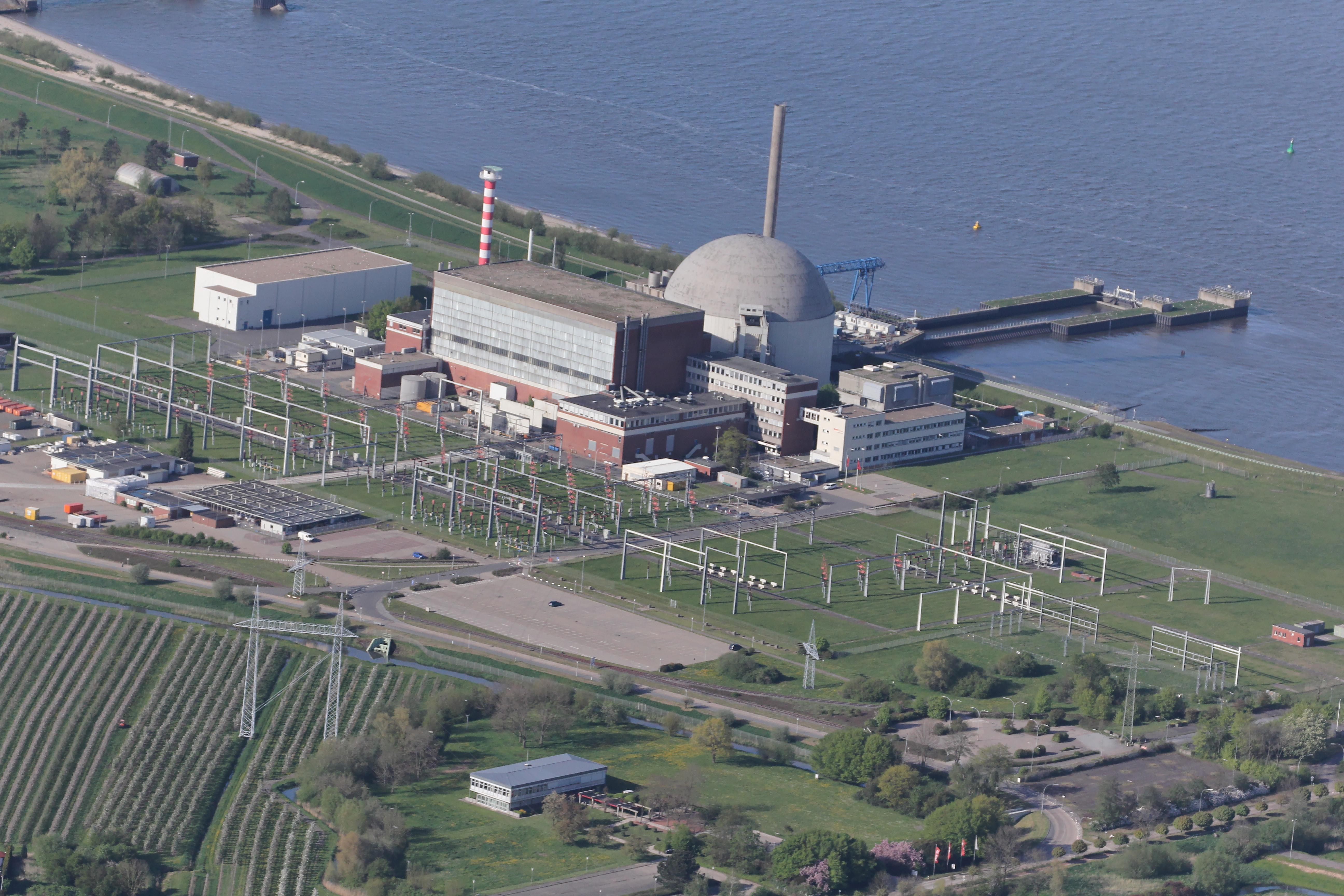
luchtfoto van kerncentrale Stade (2012)